# Trumpet
Kèn trôm-pét (phát âm bắt nguồn từ tiếng Pháp: trompette), còn gọi là trumpet, là một kèn đồng có âm thanh cao nhất trong bộ đồng. Trumpet là một trong những nhạc cụ cổ nhất, được dùng từ năm 1500 trước CN. Trumpet được chơi bằng cách thổi một dòng không khí qua miệng, dòng không khí này tạo ra một hiệu ứng kích âm, tạo ra một dao động sóng đứng trong cột không khí bên trong kèn. Kể từ cuối thế kỷ 15 các kèn trumpet đã được xây dựng chủ yếu từ các ống đồng, thường uốn cong hai lần thành một hình xoắn tròn gần giống hình chữ nhật.
Có một số loại trumpet. Phổ biến nhất là một loại chuyển vị cùng khả năng kêu nốt cao nhất là B♭, với chiều dài ống khoảng 148 cm. Trumpet cổ không có van, nhưng kèn hiện đại thường có ba van piston, hoặc hiếm hơn là ba van quay. Mỗi van làm tăng chiều dài của ống khi sử dụng, do đó làm giảm cao độ của âm thanh phát ra.

## Lịch sử

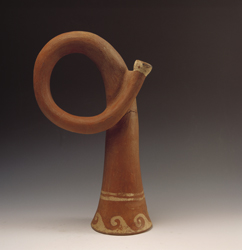
Kèn trumpet làm từ gốm, niên đại 300 AD từ Viện bảo tàng Larco, Lima, Peru.

Trumpet có mặt rất sớm, từ năm 1500 trước Công nguyên và trước đó. Các kèn đồng và bạc từ mộ của Tutankhamun ở Ai Cập, kèn đồng từ Scandinavia, và kèn kim loại từ Trung Quốc được ghi nhận trong giai đoạn này.
Kèn trumpet từ nền văn minh Oxus (thiên niên kỷ thứ 3 trước Công nguyên) của Trung Á được trang trí ở giữa kèn, nhưng thời đó người ta chưa biết làm kèn từ một tấm lớn kim loại. Việc quấn kèn từ một tấm kim loại cán phẳng được coi là một kỳ quan kỹ thuật vào thời sau này.
Người Moche của Peru cổ đại đã mô tả kèn trong văn hóa nghệ thuật của họ từ năm 300 sau Công nguyên. Kèn trumpet sớm nhất được dùng như là thiết bị phát tín hiệu sử dụng trong quân sự hoặc mục đích tôn giáo, chứ không phải là một nhạc cụ theo nghĩa hiện đại bây giờ. Thậm chí các loại kèn hiện đại bây giờ vẫn được sử dụng cho hai mục đích trên.

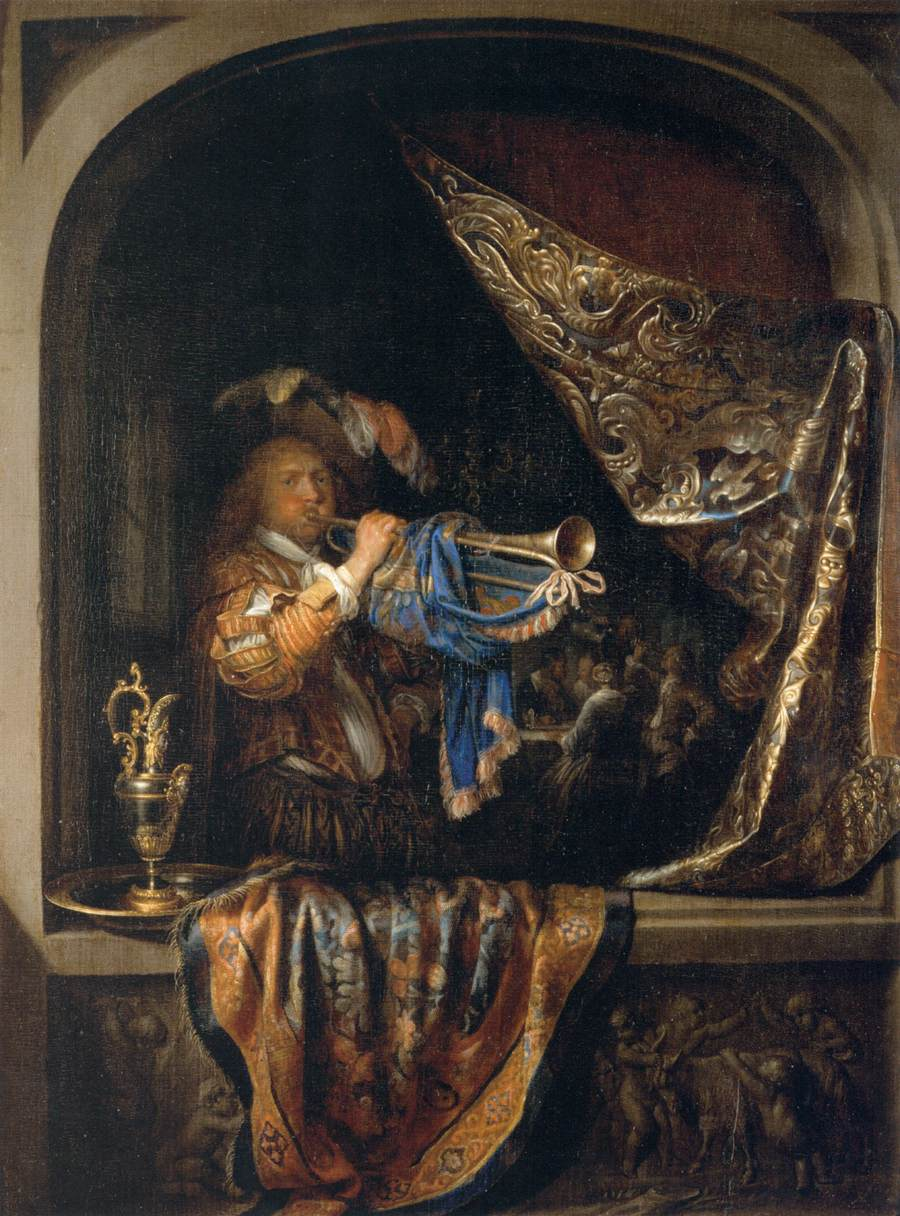
Nghệ sĩ thổi kèn trumpet, năm ~1660-1665

Các cải tiến về thiết kế kèn và đúc kim loại ở cuối thời kỳ Trung cổ và Phục hưng đã dẫn đến việc dùng kèn phổ biến hơn như một nhạc cụ. Các kèn trumpet của thời đại này bao gồm một ống xoắn duy nhất không có van và do đó chỉ có thể phát ra một nốt nhạc duy nhất. Để thay đổi nốt nhạc buộc người chơi phải chuyển qua lại giữa các kèn khác nhau. Sự phát triển kèn "clarino" do Cesare Bendinelli, nghệ sĩ chơi kèn nổi tiếng là đặc trưng của thời kỳ Baroque. Thời kỳ này cũng  được gọi là "thời kỳ vàng son của kèn trumpet tự nhiên."
Trong thời gian này, rất nhiều bản nhạc và phối khí đã được viết cho kèn trumpet. Việc sáng tác này đã được hồi sinh trong giữa thế kỷ 20 và nghệ thuật chơi kèn tự nhiên lại phát triển mạnh trên thế giới. Các nghệ sĩ chơi kèn hiện nay sử dụng một phiên bản của kèn tự nhiên gọi là kèn baroque. Nó được trang bị một hoặc nhiều lỗ thông hơi để hỗ trợ việc điều chỉnh cao độ âm thanh. Các bản nhạc với giai điệu chiếm ưu thế của những thời kỳ cổ điển và lãng mạn đã khiến các nhà soạn nhạc lớn chọn kèn trumpet là nhạc cụ thứ yếu do những hạn chế của nó.
Năm 1844, Berlioz đã viết như sau:

Mặc dù có vẻ ngoài hoành tráng và âm sắc sáng rõ, không có nhạc cụ nào bị hạ cấp nhiều như kèn trompet. Từ Beethoven đến Weber, thậm chí cả thiên tài Mozart, đều chỉ dùng kèn để lấp chỗ trống, hoặc chơi hai hoặc ba đoạn giai điệu phổ thông.

Nỗ lực để cung cấp cho kèn âm sắc đa dạng hơn đã được giải quyết phần nào khi kèn trompet có nút bấm ra đời, nhưng đây là một thử nghiệm không thành công do chất lượng âm thanh của nó quá kém.
Mặc dù kèn với van ống được phát minh rất sớm từ năm 1793, nhưng phải mãi đến năm 1818 Friedrich Bluhmel và Heinrich Stölzel mới đăng ký một bằng sáng chế chung cho kèn với các hộp van do W. Schuster sản xuất. Những bản giao hưởng của Mozart, Beethoven, và muộn nhất, của Brahms, vẫn chơi trên kèn thường. Bằng việc lắp vào kèn các ống rời độ dài khác nhau để chỉnh cao độ của nốt nhạc phát ra, kèn trumpet đã trở thành nhạc cụ tiêu chuẩn ở Pháp trong giai đoạn đầu thế kỷ 20.
Do phát triển quá muộn, số lượng các bản nhạc và hợp xướng viết cho nhạc cụ này là tương đối nhỏ so với các nhạc cụ khác. Thế kỷ 20 đã chứng kiến sự bùng nổ về số lượng và sự đa dạng của các bản nhạc viết riêng cho kèn.

## Cấu tạo

Van của kèn đang bấm

Để làm kèn, người ta lấy một ống đồng uốn cong hai lần thành một hình chữ nhật có bốn góc tròn.
Như với tất cả các nhạc cụ hơi, âm thanh được tạo ra bằng cách thổi không khí qua môi, tạo ra một âm thanh đi qua ống, kích rung động sóng đứng trong cột không khí bên trong kèn trumpet. Người chơi có thể chọn nốt  trong một loạt các âm bội hoặc giai điệu bằng cách thay đổi khẩu độ môi và lực ép. Đầu kèn có một vành tròn, cho phép môi có thể rung động một cách khá thoải mái. Trực tiếp phía sau vành tròn là một hộp kèn đẩy không khí vào một lỗ nhỏ hơn nhiều được điều chỉnh để phù hợp với đường kính ống dẫn của kèn. Các kích thước của các bộ phận trên làm thay đổi âm sắc hoặc chất lượng của âm thanh phát ra, và làm cho việc sử dụng kèn thoải mái. Nói chung, hộp kèn càng lớn thì âm thanh và âm sắc càng tốt.
Kèn hiện đại có ba (hoặc bốn) van piston, mỗi van làm tăng chiều dài của ống khi tham gia, do đó làm giảm cao độ của nốt nhạc phát ra. Van đầu tiên làm giảm 1 cung (2 bán cung), van thứ hai giảm 1 bán cung, và van thứ ba giảm 1 1/2 cung (3 bán cung). Với van thứ tư, trong một số kèn/sáo, nó thường làm giảm 4 cung hoàn chỉnh (5 bán cung). Bấm riêng lẻ hoặc kết hợp bấm cùng lúc các van làm cho kèn trompet có thể chơi tất cả mười hai nốt của âm nhạc cổ điển.

## Các loại kèn trumpet
Có nhiều loại kèn trumpet thổi các cung khác nhau. Loại thường gặp nhất là loại kèn trumpet thổi ở cung Si giáng, tuy nhiên ta cũng có thể thấy các loại kèn trumpet thổi ở cung Đô, Rê, Mi giáng, Mi, Fa, Sol. Kèn trumpet cung Đô thường được sử dụng trong dàn nhạc vì nó hơi nhỏ hơn so với loại trumpet cung Si giáng, vì thế nó cho âm thanh sáng hơn, sinh động hơn. Bởi vì các bản nhạc viết cho trumpet thường sử dụng nhiều loại kèn trumpet với mỗi khóa (chúng không có van và vì thế không thể thổi các nốt thăng, giáng) và bởi vì người chơi trumpet có thể chọn các lối chơi riêng cho từng loại trumpet, nên người chơi trumpet trong dàn nhạc phải giỏi dịch giọng khi xem bản nhạc.

## Nghệ sĩ trumpet nổi tiếng
- Louis Armstrong
- Wynton Marsalis
- Mauro Maur
- Maurice André
- Armando Ghitalla
- Alison Balsom
- Hakan Hardenberger
- Tine Thing Helseth
- Malcolm McNab
- Rafael Méndez
- Maurice Murphy
- Sergei Nakariakov
- Charles Schlueter
- Philip Smith
- William Vacchiano
- Allen Vizzutti
- Roger Voisin

## Hình ảnh

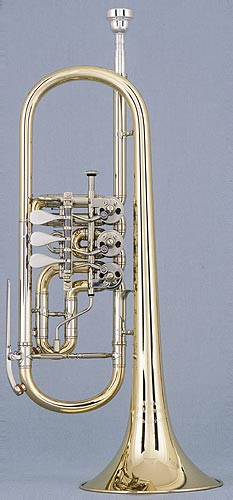
Kèn đồng bè cao cung C có van xoay
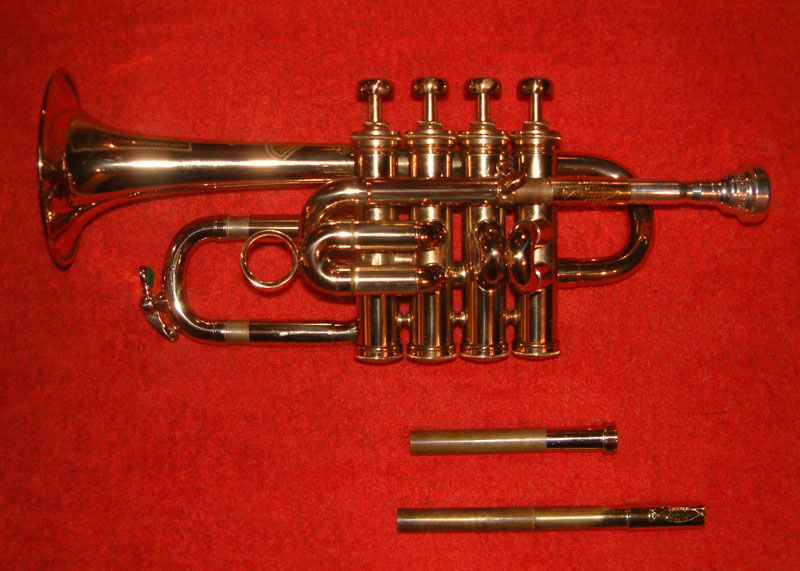
Kèn đồng bè cực cao cung B♭; có thể thổi lên đến nốt B♭
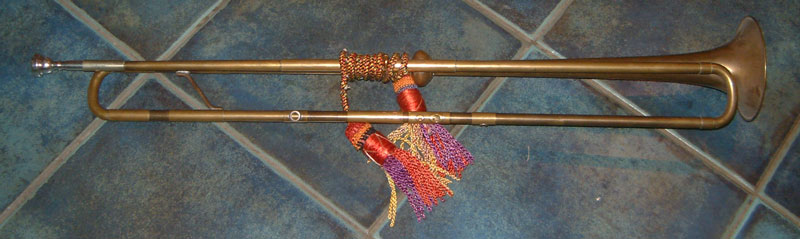
Tái chế kèn đồng thời Baroque